# ضربه مغزی (ترانه امینم)
ضربه مغزی (انگلیسی: Brain Damage) نام ترانه ایی از امینم است که در جٌنگ دوم او اسلیم شیدی ال‌پی قرار دارد.